# Carel Begeer

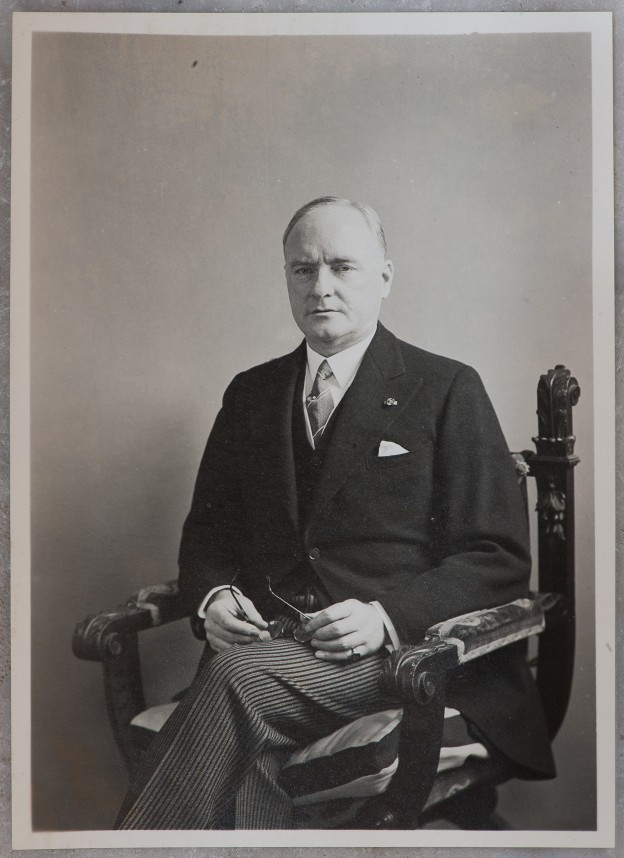
Carel Begeer

Carel Joseph Anton Begeer (* 15. Oktober 1883 in Utrecht; † 12. November 1956 in Voorschoten) war ein niederländischer Goldschmied und Unternehmer. Er war Generaldirektor der Koninklijken Nederlandschen Edelmetaal bedrijven Aktiengesellschaft.

## Leben
Er war der Sohn des Präsidenten der Handelskammer zu Utrecht, Anthonie Beeger, und dessen Ehefrau Margje geborene Straver. Nach dem Besuch der Handelsschule ging Carel Beeger an die Kunstakademie und an die Universität. Später wurde er Präsident der Niederländischen Handelskammer für Deutschland und der internationalen Organisation des Fachverbandes in der Edelmetall- und Edelsteinindustrie. Außerdem war er Mitglied des Kuratoriums des Deutsch-Niederländischen Instituts an der Universität Köln.
Er verfügte über zahlreiche internationale Kontakte, so zu Georg Jensen, Josef Hoffmann und Adolf von Mayrhofer. Zu seinen bekanntesten Schülern zählt Gerrit Thomas Rietveld (1888–1964), dessen Zeichenunterricht er in seinen Werkstätten beaufsichtigte.

## Schriften (Auswahl)
Carel Beeger publizierte mehrfach über Goldschmiedekunst und gehörte auch der Deutschen Gesellschaft für Goldschmiedekunst an. Zu seinen Monographien gehören:
- Een Eeuw Edelsmeedkunst 1835–1935, 1935.

## Familie
Er war verheiratet und hatte fünf Kinder.

## Ehrungen
1933 wurde ihm die Goldene Medaille der Gesellschaft für Goldschmiedekunst verliehen. Diese erhielten Mitglieder der Gesellschaft als Ehrung für große Verdienste um die Gesellschaft.